# Școala de Meseriași Militari ai Aeronauticii
Școala de Meseriași Militari ai Aeronauticii a fost o instituție de învățământ care pregătea cadre tehnice în diferite specialități din domeniul aviației. 

## Istoric
Prima școală pentru formarea tehnicienilor militari de aviație a fost înființată pe baza documentației întocmite de Direcția aeronautică, prin Înaltul Decret Regal 4167/din 18 octombrie 1920. Durata cursurilor era de 6 ani, din care 4 ani pentru cursul inferior și 2 ani pentru cursul superior.
Și-a început activitatea la Pipera-București unde au fost afectate provizoriu o clădire, câteva hangare și barăci. La conducerea școlii s-a aflat locotenent-colonelul Ion Capșa în perioada 16 octombrie 1920 - 1 octombrie 1921, și apoi căpitanul Toma Ioannin în perioada 1 octombrie 1921 - 5 martie 1923.
Din cauza condițiilor dificile de cazare, lipsa unui local propriu și a perspectivei primirii unor serii mari de elevi, școala a fost mutată în toamna anului 1921 la Mediaș unde și-a continuat activitatea sub numele de Școala Tehnică a Aeronauticii.